# Haraholmen (i Bruksträsket, Ingå)
Haraholmen är en ö i Finland. Den ligger i sjön Bruksträsket och i kommunen Ingå i den ekonomiska regionen  Raseborg  och landskapet Nyland, i den södra delen av landet, 60 km väster om huvudstaden Helsingfors. Öns area är 1 hektar och dess största längd är 160 meter i nord-sydlig riktning.